# Vidyasagar Setu
Il Vidyasagar Setu (Bidyasagôr Setu), noto anche come Second Hooghly Bridge (Dwitiyô Hugli Setu), è un ponte strallato che attraversa il fiume Hooghly nel Bengala occidentale in India, collegando le città di Calcutta e Howrah.

## Descrizione

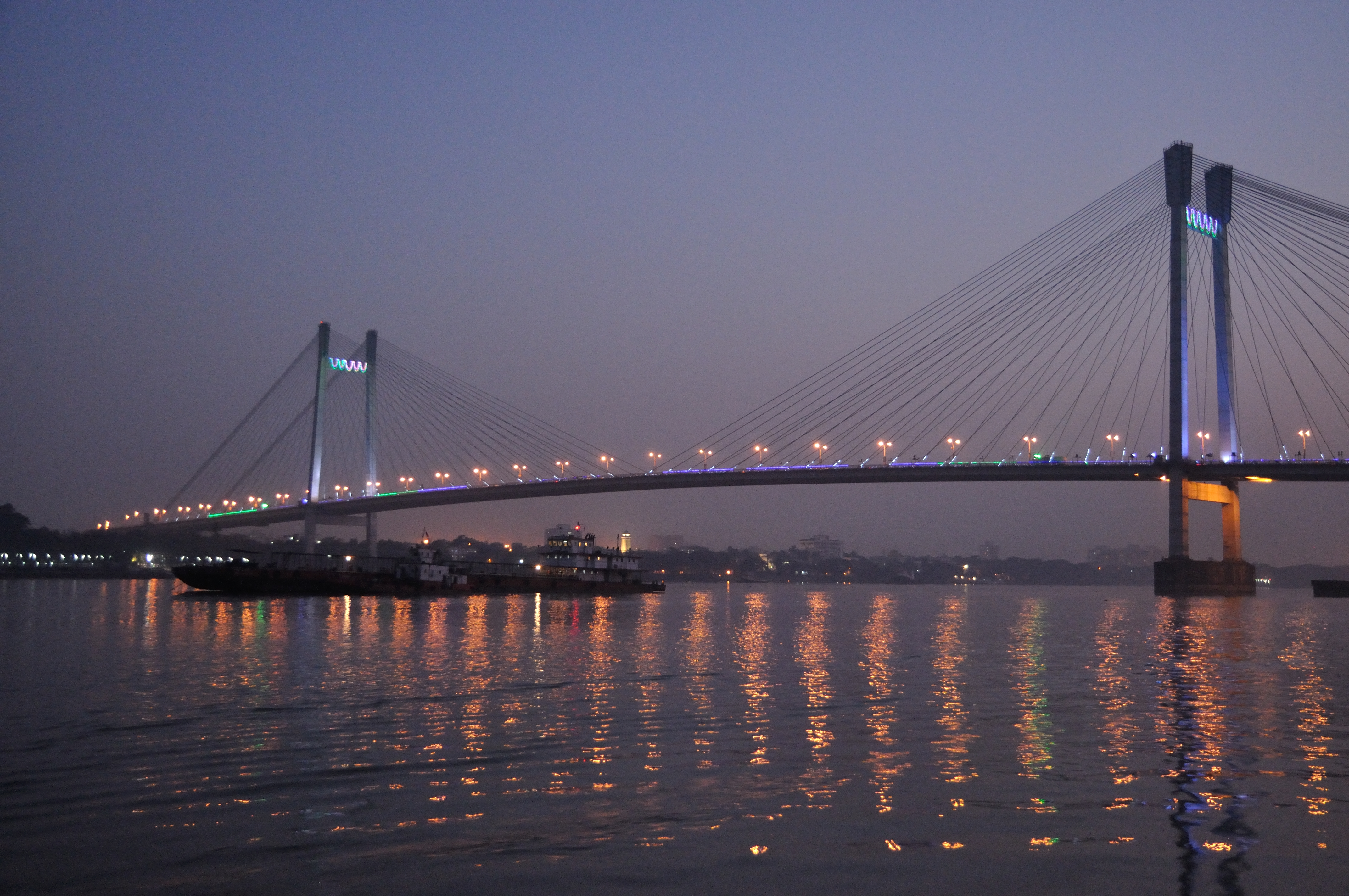
Panoramica del ponte

Con una lunghezza totale di 823 metri è il ponte strallato più lungo dell'India.
Fu il secondo ponte ad essere costruito sul fiume Hooghly; il primo, il ponte di Howrah (noto anche come Rabindra Setu) posto 3,7 km a nord, è stato completato nel 1943. Prende il nome dal pedagogista Pandit Ishwar Chandra Vidyasagar ed è costato 3880 milioni di rupie. Il progetto fu realizzato attraverso un consorzio tra il pubblico e quello privato, sotto il controllo dei Hooghly River Bridge Commissioners (HRBC).